# Life on Loan
Life on Loan è il primo libro di una trilogia, appartenente al genere thriller, ideata dalla scrittrice Rossana Balduzzi Gastini nel 2013. Il suo seguito, Covered, è stato pubblicato nel 2015.
L'atmosfera è hitchcockiana intrisa di mistero. Gli spazi sono quelli della borghesia e dell'alta società: lucidi, chic, sofisticati, eccitanti e irresistibili. Il tempo in cui si svolge la vicenda è quello attuale.

## Trama
Nel libro, primo volume della trilogia, la storia si svolge quasi interamente a Milano e dintorni in epoca contemporanea. 
Il libro racconta la storia di Emma, moglie di Mario Valadier, noto avvocato milanese, la quale, del tutto incolpevolmente, cade nelle mani di un'organizzazione criminale specializzata nel cercare soggetti molto somiglianti a persone ricche al fine di sostituire i primi alle seconde. 
Il raggiungimento di tale risultato, ovviamente finalizzato ad impadronirsi dei patrimoni delle vittime, comporta la loro soppressione previa creazione dei loro "sostituti" mediante la correzione delle differenze fisiche e d'immagine e, soprattutto, la manipolazione delle loro menti e dei loro ricordi attraverso un innovativo metodo di ipnosi, basato su: 
- la cancellazione delle memorie e manipolazione mentale partendo dal metodo di Milton Erickson
- l'eliminazione delle identità delle persone attraverso la identificazione profonda teorizzata dagli psicologi Richard Bandler e dal linguista John Grinder.

Il luogo in cui i futuri "cloni" vengono avviati alla loro nuova vita è un salone di bellezza dove costoro vengono condotti attraverso un ingegnoso espediente. 
In questo modo Emma diviene Clara Scardi, una ricca vedova di cui l'organizzazione si libera poco dopo l'uccisione del marito.
I criminali con cui Emma viene in contatto nel primo romanzo (Anna, la governante, Davide, l'autista, il Dott. Varosi, famoso e potente consulente finanziario, e il dott. De Nicola, valente psichiatra) la convincono, secondo uno schema consolidato, della necessità di condurre una vita ritirata al fine di superare il momento difficile dovuto alla tragica morte del coniuge e della necessità di lasciare il totale controllo del suo patrimonio nelle mani di Varosi, che a tal fine si serve dell'aiuto di Andrea Pesce, direttore della RL International Bank.
Parallelamente, Mario Valadier, assieme al primogenito Enrico, denuncia alla polizia la scomparsa della moglie ma, nonostante approfondite indagini, la donna non viene trovata e, anzi, alla luce di alcuni particolari rilevati dalla vicina di casa, Alice, e dalla sorella, Elena, si sospetta che sia si volutamente allontanata da casa insieme a un misterioso amante.
Un giorno Emma si sente male e viene condotta in ospedale: qui farà una scoperta sconcertante che inizierà a farle nutrire qualche dubbio sulla sua effettiva identità.
Durante la manipolazione mentale di Emma si è verificata un'interruzione della dissociazione mentale, fatto che ha interferito con il processo di sostituzione di identità, e alla fine inizia a ricordare, comprendendo chi è realmente. Decisa a scappare apprende, però, che il marito, trascorsi alcuni anni dalla sua sparizione, si è rifatto una vita. 
Emma è delusa ma continua voler uscire dalla gabbia dorata in cui si trova e non avendo nessuno cui rivolgersi, capisce di dover seguire solo il suo istinto e chiede aiuto ad Andrea Pesce, confidando nella sua estraneità all'organizzazione. 
Per fortuna l'uomo si dimostra onesto e riesce grazie a una serie di rocamboleschi espedienti a trarla in salvo. Tuttavia, consapevole che l'organizzazione avrebbe in fretta scoperto il suo coinvolgimento nella fuga della donna, decide di fuggire con Emma, della quale si è innamorato, entrambi con una nuova identità e assai più ricchi.
Prima di lasciare la città Emma riesce a far capire al marito di essere ancora viva ma di ciò si accorge anche la nuova compagna dell'uomo, Alice, che reagisce in modo molto ambiguo.
Con questo cliffhanger narrativo termina il primo romanzo, lasciando il lettore in attesa degli sviluppi del seguito.

## Stile narrativo
Lo stile dell'autrice privilegia il colloquio tra i personaggi, la esteriorizzazione in forma diretta del loro pensiero e l'uso del tempo presente nella narrazione.
Trattasi di un tipo di scrittura definita "visiva" o anche in "3D", per l'effetto filmico che suscita nel lettore.
La narrazione non segue sempre lo stesso personaggio, ma inizia e procede come la storia parallela di due donne diverse, inducendo il lettore a cercare tra loro un punto di unione, ciò fino a che le due esistenze si riuniscono nella stessa persona e il racconto assume toni adrenalinici seguendo la lotta per la sopravvivenza di Emma.